# Хансбай
Хансбай или Гансбай (африк. и англ. Gansbaai) — небольшой город на юго-западе Южно-Африканской Республики, на территории Западно-Капской провинции. Входит в состав района Оферберх. Является частью местного муниципалитета Оферстранд.

## История
Поселение, из которого позднее вырос город, было основано в 1881 году Йоханнесом Корнелисом Весселсом (Johannes Cornelis Wessels) и первоначально называлось Хансгат. Основным занятием населения являлось рыболовство. В 1939 году открылась фабрика, специализирующаяся на получении витамина А из печени акул. В 1962 году Хансбай получил статус муниципалитета.

## Географическое положение
Город расположен в южной части провинции, на побережье бухты Уокер-Бей Атлантического океана, на расстоянии приблизительно 80 километров (по прямой) к юго-востоку от Кейптауна, административного центра провинции. Абсолютная высота — 35 метров над уровнем моря.

## Климат
Климат города субтропический средиземноморский. Среднегодовое количество осадков — 407 мм. Наибольшее количество осадков выпадает в период с апреля по октябрь. Средний максимум температуры воздуха варьируется от 16,7 °C (в июле), до 25 °C (в январе). Самым холодным месяцем в году является июль. Средняя минимальная ночная температура для этого месяца составляет 7 °C.

## Население
По данным официальной переписи 2011 года население Хансбая составляло 11 598 человек, из которых мужчины составляли 51 %, женщины — соответственно 49 %. В расовом отношении негры составляли 45,16 % от населения города, цветные — 29,69 %, белые — 24,49 %, азиаты (в том числе индийцы) — 0,26 %, представители других рас — 0,41 %. Наиболее распространёнными среди горожан языками были: африкаанс (53,19 %), коса (39,85 %), английский (3,49 %), сесото (1,61 %) и тсвана (0,65 %).

## Транспорт
Через город проходит региональное шоссе R43. Имеется железнодорожная станция.